# РПГ-27 «Таволга»
РПГ-27 «Таволга» (ТКБ-0174, індекс ГРАУ — 6Г22) — радянська реактивна протитанкова граната, розроблена провідними конструкторами НВО «Базальт» Ю. Радченко та А. Кораблевим під позначенням ТКБ-0174 та взята на озброєння Радянської армії в 1989 році.

## Історія
Незважаючи на досить високу бронепробивність реактивних протитанкових гранат (бронепробивність РПГ-18, РПГ-22, РПГ-26 більше бронепробивності класичних кумулятивних снарядів ствольної артилерії при тому ж калібрі), вони не дозволяли вести успішну боротьбу з сучасними танками, оснащеними динамічним захистом (ДЗ). Тому в 1983 році було затверджено ТТЗ на створення реактивної протитанкової гранати підвищеної ефективності (з тандемною бойовою частиною) з гранатометом одноразового застосування РПГ-27 «Таволга». Пусковий пристрій «Таволги» являє собою трубу зі склопластика і принципово нічим не відрізняється від пускового пристрою РПГ-26. УСМ і прицільні пристосування «Таволги» за конструкцією аналогічні РПГ-26. Перевід гранатомета з похідного положення у бойове і назад здійснюється в тому ж порядку, що і у РПГ-26.
Головна частина гранати ПГ-27 сконструйована за тандемною схемою. При зустрічі з перешкодою спочатку спрацьовує передня кумулятивна головна частина, ініціюючи при цьому, розривний заряд динамічного захисту, а потім з певною затримкою за часом — основна кумулятивна головна частина. Ця схема дозволяє вести успішну боротьбу практично з усіма сучасними танками, оснащеними динамічним захистом.
Реактивний заряд двигуна з пороху марки 11/1 ТР В/А. Головна частина гранати споряджена вибуховою речовиною марки «Окфол». Після закінчення полігонних випробувань в серпні 1988 року РПГ-27 була подана на військові випробування. У висновку по військових випробуваннях комісією було запропоновано: «Реактивну протитанкову гранату РПГ-27 „Таволга“ взяти на озброєння Радянської Армії як позаштатний засіб разом із гранатою РПГ-26». В результаті РПГ-27 була прийнята у 1989 році на озброєння РА.

## Бойове застосування

### Російсько-українська війна
Відомі неодноразові випадки застосування проросійськими бойовиками РПГ-27 «Таволга» проти українських військових на Донбасі.

## Оператори
- СРСР/ Росія
- Придністров'я